# Listrocerum aspericorne
Listrocerum aspericorne är en skalbaggsart som beskrevs av Louis Alexandre Auguste Chevrolat 1855. Listrocerum aspericorne ingår i släktet Listrocerum och familjen långhorningar.
Artens utbredningsområde är Nigeria. Inga underarter finns listade i Catalogue of Life.